# Apševci
Apševci är en ort i Kroatien.   Den ligger i länet Srijem, i den östra delen av landet, 260 km öster om huvudstaden Zagreb. Apševci ligger 79 meter över havet och antalet invånare är 305.
Terrängen runt Apševci är mycket platt. Runt Apševci är det ganska tätbefolkat, med 86 invånare per kvadratkilometer. Närmaste större samhälle är Otok, 17,0 km nordväst om Apševci. Trakten runt Apševci består till största delen av jordbruksmark.